# 戈爾登埃克斯 (新墨西哥州)
戈爾登埃克斯（英語：Golden Acres）是位於美國新墨西哥州錫沃拉縣的普查規定居民點。

## 人口
根據2020年美國人口普查的數據，戈爾登埃克斯的面積為2.37平方千米，皆為陸地。當地共有人口144人，而人口密度為每平方千米60.76人。